# Die Brücke von Kruhljany

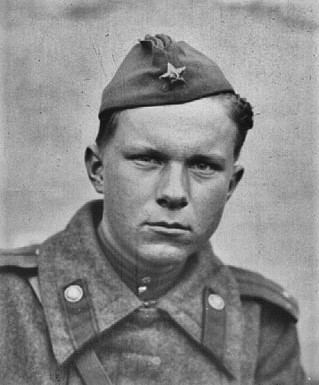
Wassil Bykau im Jahr 1944

Die Brücke von Kruhljany (belarussisch Круглянскі мост Kruhljanski most, russisch Круглянский мост Krugljanski most) ist eine Novelle des belarussischen Schriftstellers Wassil Bykau aus dem Jahr 1968, die der Autor 1980 ins Russische übersetzte.

## Inhalt
Um Ostern 1942 im besetzten Belarus: Vier Partisanen aus dem  Hrynewizker Wald marschieren mit einem Kanister Benzin in Richtung des Städtchens Kruhljany. Die dortige, ziemlich lange Holzbrücke über das Flüsschen Kruhljanka soll laut Befehl abgebrannt werden. Der Rotarmist Maslakau führt den Trupp an. Der 18-jährige Szjopka Taukatsch schleppt den Kanister. Der ehemalige Kompaniechef Brytwin und der ältere Einheimische Danila Schpak sind mit von der Partie. Szjopka missfallen die ständigen Rechthabereien Brytwins. Maslakau beschwichtigt – der ehemalige Kompaniechef habe Köpfchen.
Die Brücke wird bewacht. Weil Regenwetter aufzieht, macht sich Maslakau zusammen mit Szjopka bereits bei Tageslicht ans Werk. Der Kommandeur wird von der Brückenwache entdeckt und angeschossen. Der schwerverwundete Maslakau kann in Sicherheit gebracht werden. Brytwin, der sich ohne Absprache als neuer Kommandeur aufspielt, schickt Szjopka nach einem Pferdegespann für den Krankentransport. Als Szjopka mit dem 15-jährigen Polizistensohn Mizja und dessen zweijährigem Pferd Koslik zurückkommt, ist der Kommandeur Maslakau bereits seiner Verwundung erlegen.
Der Einheimische Danila beschafft Sprengstoff. Mizja will Partisan werden, muss aber zurück, weil er täglich mit Roslik Milchkannen über die Brücke nach Kruhljany kutschiert. Brytwin belehrt Mizja, Partisan wird, wer eine Mutprobe bestanden hat. Mizja erklärt sich zu einer Milchfuhre bereit, die sich Brytwin ausgedacht hat. Eine der drei Milchkannen wird mit dem Sprengstoff gefüllt.
Mizja zündet die Zündschnur kurz vor der Brücke und wird Sekunden später vom Posten angehalten. Brytwin schießt aus seinem Versteck in sicherer Entfernung auf das Pferd. Roslik geht durch. Mizja, der sein Pferd aufhalten will, rennt ihm hinterher und wird von der Detonation mitten auf der Brücke zusammen mit Roslik erfasst.
Als Brytwin und Danila im Waldversteck – kurz vor dem Marsch zurück in den Hrynewizker Wald – die „gelungene“ Aktion mit einem Schluck aus der Flasche feiern, begehrt Szjopka auf. Als er Brytwin die MPi geben soll, nennt er den „Kommandeur“ Lump und schießt ihm eine Garbe von drei Schuss in den Leib.
Kundschafter der Hrynewizker Partisanen entdecken ihre drei Leute. Brytwin wird zur Notoperation abtransportiert. Szjopka, in einer Grube gefangengehalten und bewacht, wartet auf das Verhör durch den Kommissar. Angst hat Szjopka nicht. Er wird dem Kommissar die Wahrheit berichten.

## Rezeption
Lola Debüser schreibt im Mai 1975, Wassil Bykaus Novelle habe nach ihrem Erscheinen die sowjetischen Literaturkritiker entzweit. Während die einen sich auf die Seite Brytwins stellten, obwohl dieser mit seinem Schuss auf das Pferd Mizja bedenkenlos in den sicheren Tod geschickt habe, hatten A. Adamowitsch, A. Botscharow, P. Nikolajew, A. Owtscharenko und M. Tank die künstlerische Leistung des Autors, der Brytwins Schuss verurteilt, gutgeheißen und verteidigt.

## Verfilmung
- 1989 Sowjetunion, Belarusfilm[8]: Die Brücke von Kruhljany[9], Film von Alexander Moros[10].

### Deutschsprachige Ausgaben
- Die Brücke von Kruhljany. Aus dem Russischen von Monika Tantzscher. S. 387–490 in Wassil Bykau: Novellen. Band 1. Verlag Volk und Welt. Berlin 1976 (1. Aufl., verwendete Ausgabe)

### Sekundärliteratur
- Wassil Bykau: Novellen. Band 2. Verlag Volk und Welt. Berlin 1976 (1. Aufl.)

## Anmerkung
1. ↑  Polizei: In Wassil Bykaus belarussischen Partisanengeschichten aus der Zeit um 1942 agieren die Partisanen als Arm der Sowjetmacht. Partisanen sind also gewöhnlich Kommunisten beziehungsweise den Kommunisten nahestehende Kämpfer. Hauptfeind der Partisanen – neben den deutschen Besatzern – ist die Polizei. Letztere rekrutiert sich aus Belarussen; genauer, aus Feinden des Sowjetkommunismus. Zum Beispiel in der Schlinge foltern solche Polizisten einen der gefangenen Partisanen.